# Municipio de Greenfield (condado de Calhoun)
El municipio de Greenfield (en inglés: Greenfield Township) es un municipio ubicado en el condado de Calhoun en el estado estadounidense de Iowa. En el año 2010 tenía una población de 248 habitantes y una densidad poblacional de 2,6 personas por km².

## Geografía
El municipio de Greenfield se encuentra ubicado en las coordenadas 42°25′43″N 94°27′21″O / 42.42861, -94.45583. Según la Oficina del Censo de los Estados Unidos, el municipio tiene una superficie total de 95.55 km², de la cual 95,55 km² corresponden a tierra firme y (0 %) 0 km² es agua.

## Demografía
Según el censo de 2010, había 248 personas residiendo en el municipio de Greenfield. La densidad de población era de 2,6 hab./km². De los 248 habitantes, el municipio de Greenfield estaba compuesto por el 99,19 % blancos, el 0,4 % eran de otras razas y el 0,4 % eran de una mezcla de razas. Del total de la población el 1,21 % eran hispanos o latinos de cualquier raza.